# Paraíso Nuevo
Paraíso Nuevo är en ort i Mexiko.   Den ligger i kommunen Candelaria och delstaten Campeche, i den sydöstra delen av landet, 900 km öster om huvudstaden Mexico City. Paraíso Nuevo ligger 70 meter över havet och antalet invånare är 348.
Terrängen runt Paraíso Nuevo är platt. Runt Paraíso Nuevo är det glesbefolkat, med 11 invånare per kvadratkilometer. Närmaste större samhälle är El Triunfo, 17,9 km söder om Paraíso Nuevo. Trakten runt Paraíso Nuevo består till största delen av jordbruksmark.